# M.G. Vassanji
Moyez Gulamhussein Vassanji (n. 30 mai 1950) este un editor și scriitor canadian. Cu strămoși în Africa de Sud, Vassanji s-a născut la Nairobi, Kenya și a crescut în Tanzania.

### Romane
- The Gunny Sack (1989)
- No New Land (1991)
- The Book of Secrets (1994)
- Amriika (1999)
- The In-Between World of Vikram Lall (2003)
- The Assassin's Song (2007)

### Nuvele
- Uhuru Street (1992)
- When She Was Queen (2005)